# 52丁目 (マンハッタン)

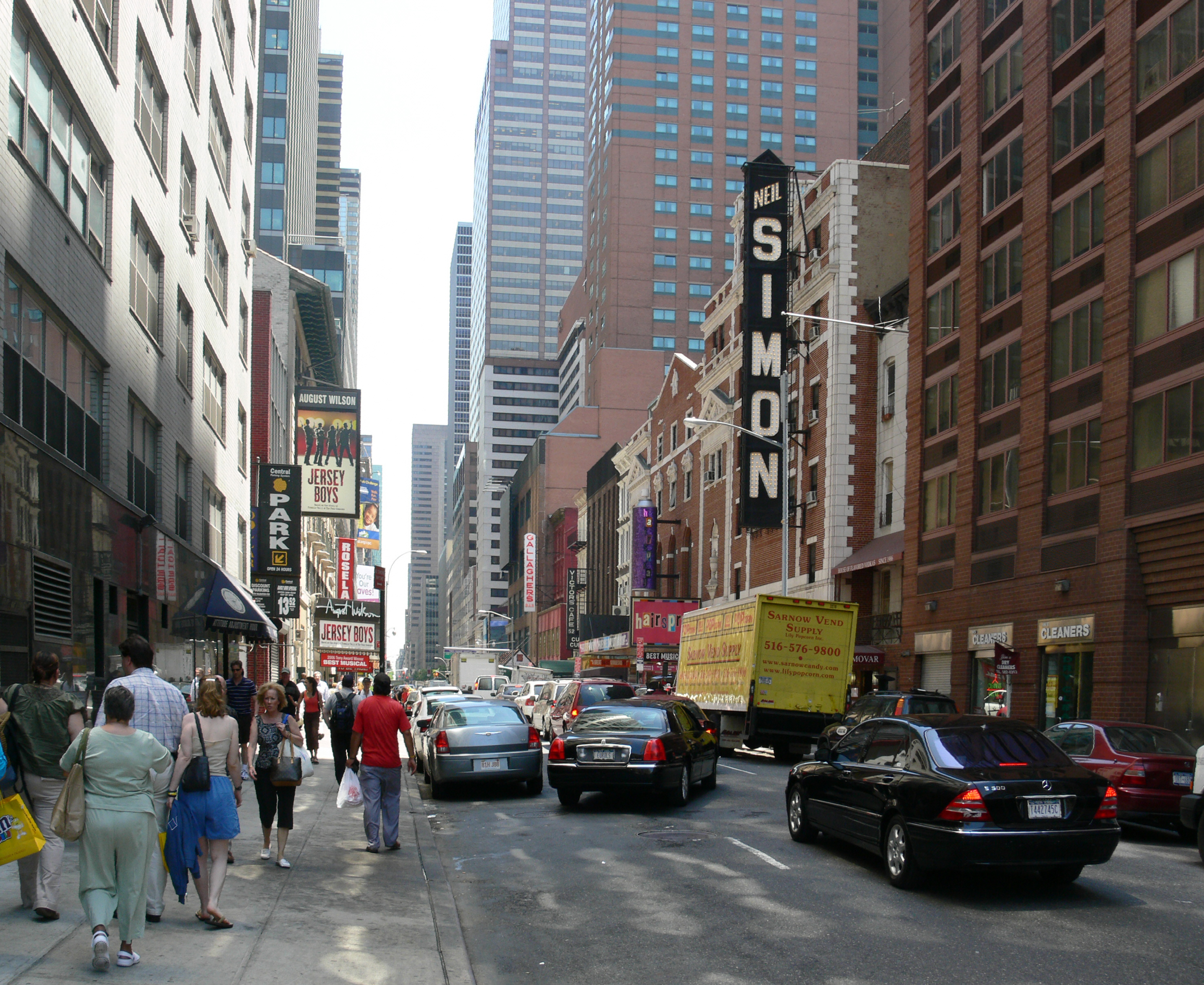
52丁目に立ち並ぶ劇場。2007年に撮影。

52丁目（ごじゅうにちょうめ、英: 52nd Street（））とは、ニューヨーク市マンハッタンの丁目（ストリート）である。また、かつてはジャズの中心地であった。有名ジャズクラブのバードランド（現存するバードランドとは別の店舗であり、関連性もない。）を始めとするジャズクラブなどが数多く集まっていた。

## 歴史

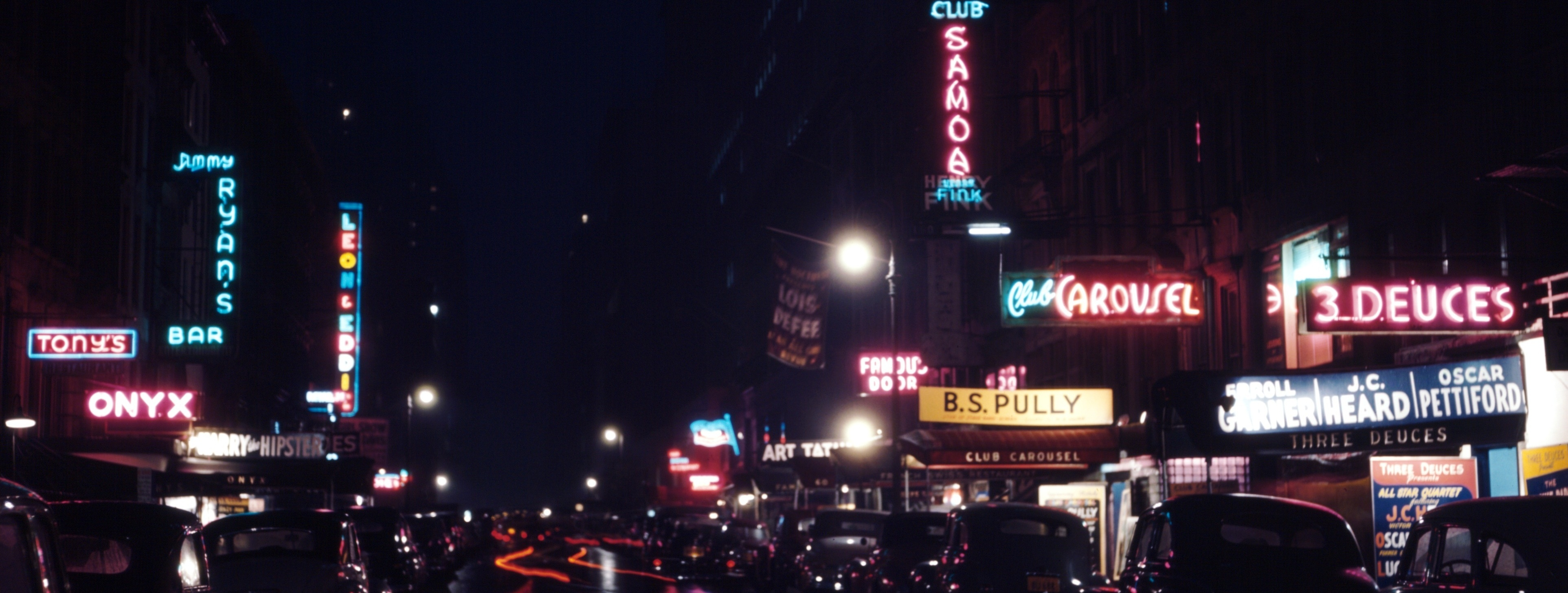
1948年,ウイリアム・ゴッドリーブによって撮影された52丁目の街並み

戦前、ジャズの中心地は、ハーレムなどの、ニューヨークでも比較的北の地域だった。スウィングジャズを聴かせるコットン・クラブなどの著名クラブを数多く抱えるハーレムには白人の客も大勢やってきた。しかし、第二次世界大戦が激しくなると多くのビッグバンド（ジャズの大型バンド）は経営難に陥り、またスウィングジャズからの転換期でもあったため、戦後になって多くのジャズミュージシャンが活動の拠点を移した。やがて52丁目にあるバードランドなどの著名なジャズクラブに大物スターなどがやってくるようになり、ジャズの新しい時代を支える地ともなった。